# V380 Близнецов
V380 Близнецов (лат. V380 Geminorum) — двойная затменная переменная звезда типа W Большой Медведицы (EW) в созвездии Близнецов на расстоянии приблизительно 1712 световых лет (около 525 парсек) от Солнца. Видимая звёздная величина звезды — от +14m до +13,15m. Орбитальный период — около 0,3366 суток (8,079 часов)*.
Открыта Куно Хофмейстером в 1964 году.

## Характеристики
Первый компонент — жёлтый карлик спектрального класса G. Масса — около 1,488 солнечной, радиус — около 1,099 солнечного, светимость — около 1,312 солнечной. Эффективная температура — около 5890 К.
Второй компонент — жёлтый карлик спектрального класса G. Масса — около 1,023 солнечной, радиус — около 0,936 солнечного, светимость — около 0,957 солнечной. Эффективная температура — около 5900 К.